# 101. Jäger Division
A 101. Jäger Division foi uma unidade militar que serviu no Exército alemão durante a Segunda Guerra Mundial.
Foi criada originalmente como 101ª Divisão de Infantaria Leve no dia 10 de dezembro de 1940, sendo redesignada para 101. Jäger-Division no dia 6 de julho de 1942.
A 101. Jäger-Division lutou na Batalha de Carcóvia, na campanha no Cáucaso e na retirada através de Kuban. Sofreu pesadas baixas ao enfrentar o exército vermelho e os partisans. Foi evacuada através de Kerch e transferida para o Baixo Dneper no final do ano de 1943. Esteve cercado juntamente com o 1º Exército Panzer no mês de março de 1944, vindo então a formar a retaguarda do XXXXVI Corpo Panzer quando este rompeu o cerco.
Participou das batalhas enquanto eram recuados através da Ucrânia, sendo transferido para Eslováquia no mês de outubro de 1944. Durante o ano de 1945 recuou através da Hungria e da Áustria, tendo o tamanho de um Kampfgruppe quando se rendeu para as forças norte-americanas no final da guerra.

## Comandantes
| Comandante                             | Data                                         |
| 101ª Divisão de Infantaria Leve        | 101ª Divisão de Infantaria Leve              |
| -------------------------------------- | -------------------------------------------- |
| General der Artillerie Erich Marcks    | 10 de dezembro de 1940 - 26 de junho de 1941 |
| Generalleutnant Brauner von Haydringen | 26 de junho de 1941 - 11 de abril de 1942    |
| Generalleutnant Erich Diestel          | 11 de abril de 1942 - 6 de julho de 1942     |
| 101. Jäger-Division                    |                                              |
| Generalleutnant Erich Diestel          | 6 de julho de 1942 - 1 de setembro de 1942   |
| General der Gebirgstruppen Emil Vogel  | 1 de setembro de 1942 - 12 de julho de 1944  |
| Generalleutnant Dr. Walter Aßmann      | 12 de julho de 1944 - 8 de maio de 1945      |

## Oficiais de operações
| Oberstleutnant Volkmar Schöne | 10 de dezembro de 1940-5 de fevereiro de 1942 |
| Major Hans-Joachim Ludendorff | 5 de fevereiro de 1942-6 de julho de 1942     |
| Oberstleutnant Volkmar Schöne | 10 de dezembro de 1940-5 de fevereiro de 1942 |
| Major Hans-Joachim Ludendorff | 6 de julho de 1942-20 de outubro de 1942      |
| Oberstleutnant Gernot Nagel   | 20 de outubro de 1942-15 de novembro de 1943  |
| Oberstleutnant Franz Vital    | 15 de novembro de 1943-maio de 1945           |

## Área de operações
| Alemanha                      | dezembro de 1940 - junho de 1941 |
| Frente Oriental, setor sul    | junho de 1941 - julho de 1942    |
| Frente Oriental, setor sul    | julho de 1942 - outubro de 1944  |
| Eslováquia, Hungria & Áustria | outubro de 1944 - maio de 1945   |